# Wir sind Helden
Wir sind Helden (WSH; на български: Ние сме герои) е немска музикална група от Берлин.

## История
Юдит Холофернес, настоящият вокал, започва своята кариера още преди основаването на Wir Sind Helden като солоизпълнител по малките берлински клубове и издава свой собствен албум (Kamikazefliege). В търсенето си за музиканти, които могат да акомпанират на гласа ѝ, тя среща през 2001 г. в Хамбург барабанистът Пола Рой и китаристът и кейбордист Жан-Мишел Турети веднага се сприятелява с тях. В началото групата свири по клубовете под името Judith Holfernes и издава няколко песни чрез онлайн портала BeSonic Архив на оригинала от 2020-11-29 в Wayback Machine. Басисът Марк Тавасол е предложен за член на групата от Пола Рой и няколко седмици по-късно е официално приет. Предполага се, че името на групата е инспирарно от сингълът на Дейвид Бауи Heroes.
През 2002 г. продуцентът Патрик Майер забелязва групата на един фестивал за дебютанти. С негова помощ групата записва няклоко песни и издават първото си EP Guten Tag (герм. Добър ден). То излиза с много малък тираж от 3000 диска и става популярен само в Берлин, където радиото radioeins (Радио от групата на rbb) редовно върти. С едноименната песен Guten Tag Wir sind Helden влизат през 2002 г. без помощта на голям издател в класациите. Огромен дял за ранния успех на групата има и техният „партизански маркетинг“. След участието на Холофернес в Шоуто на Харалд Шмидт популярността на групата сериозно нараства.
Година по-късно следва издаването на Die Reklamation (герм. Рекламацията). Албумът веднага попада на 6-о място в германските класации за албуми, достига 2-ро място и става един от най-продаваните албуми за 2003 и 2004 г.
Високи позиции в немските и австрийски класации Wir sind Helden постигат и през 2005 г. с втория си албум Von hier an blind (герм. Оттук на сляпо) още в първите седмици след издаването. Също и предишната им тава Die Reklamation попада през 2005 г. отново в класациите за албуми и достига дори 38-о място. Като цяло от първите им два албума са продадени 1,2 милиона копия в Германия.
В рамките на световния благотворителен концерт Live-8 Wir sind Helden излизат на сцената в Берлин на 2 юли 2005.
Междувременно Wir sind Helden се опитват да навлязат и на чуждестранния пазар и затова издават някои от песните си на други езици. Със sā itte miyō групата прави японска версия на Von hier an blind през 2005 г., а през 2006 г. последва и издаването на албум с песни от Die Reklamation и Von hier an blind за френския пазар, който съдържа и допълнителни френски версии на Von hier an blind (фр. Le vide), Guten Tag (фр. La réclamation) и Aurélie (фр. Aurélie, c'est pas Paris). За началото на 2007 г. групата обяви, че ще издаде нов албум.
На 25 май 2007 г. излезе третият им студиен албум Soundso, който в рамките на една седмица веднага се изкачи на 2-ро място в класациите на Германия и Австрия. Първият сингъл Endlich ein Grund zur Panik излезе на 27 април още преди официалния релийс на албума. Като втори сингъл групата пусна на 6 юли песента Soundso заедно с няколко unplugged-версии от записите им за радио F4

## Композиции

### Текстове
Холофернес критикува в своите текстове комерсиализацията (Guten Tag), ненужното старание (Müssen nur wollen), консервативните правила (Ist das so?) или музикалната индустрия (Zuhälter) и създадената от нея нова генерация от певици, които постигат успех не толкова с музикален талант, колкото с атрактивен вид (Zieh dir was an). Също така и любовта е тематизирана от Холофернес в много песни, понякога по хумористичен (Aurélie), понякога и по сериозен начин (Außer dir). С песента Heldenzeit тя отговаря на често задавания въпрос, защото групата се казва „Wir sind Helden“, а във Wütend genug Холофернес отвръща на критиката, че нейното реноме е прекалено мило и послушно. Със сингълът Gekommen um zu bleiben Wir sind Helden отговарят на предположенията, че техният първи албум ще се окаже и последен и че групата няма да успее да отвърне на високите очаквания на публика и критици.

### Музикален стил
Дебютният албум на Wir sind Helden, Die Reklamation, съдържа перди всичко елемнти на електро-поп и напомня музикално на Neue Deutsche Welle. Някои от песните произхождат още от времето, когато Холофернес е солоизпълнител. Вторият Von hier an blind е като цяло по-рокаджийски. В неговото създаване всички членове на групата участват много по-наравно отколкото при Die Reklamation.

### Значение
Wir sind Helden са считани за предвестник на едно движение, което създава през 2004 г. още няколко немски групи като Silbermond и Juli. Особено в някои моменти последните се опитват да копират Wir sind Helden с оглед на езиковата метафорика. Групите често са определяни като членове на стиловата насока Neue Neue Deutsche Welle.
Рок-групите Astra Kid, Clueso и певецът Oliver Schulz стават също известни покрай участията им като подгряващи изпълнители на Wir sind Helden.

## Разни
- Юдит Холофернес и Пола Рой са женени. През декември 2006 г. им се ражда синът Фридрих.
- Песента Aurélie Холофернес пише за своята френска приятелка Aurélie Audemar, която е била много учудена в началото от културните различия между Германия и Франция, особено при общуването между половете в Берлин.
- Песента Wenn es passiert става случайно хит в Холандия през лятото на 2006 г., тъй като редовно е въртяна като песен за финалните надписи на спортното студио за Световното първенство по футбол 2006 и по този начин става известна из цялата страна.
- В рамките на проекта „iTunes Foreign Exchange“ групата записва песента When Your Heart Stops Beating на +44. Като отговор на това американската група изпя Guten Tag. И двете песни бяха пуснати за продажба на 4 юни от iTunes Store.
- В албума на Оливер Шулц Warten auf den Bumerang като беквокал участва Юдит Холофернес в песента Armer Vater.
- През 2004 г. Юдит Холофернес пее като беквокал за две песни на немската група Tele. 2 години по-късно тя и вокалът на Tele Франческо Вилкинг правят дует за песента Für nichts garantieren, част от новия албум на Wir sind Helden.
- Като част от концерта им на фестивала Rock Am Ring 2007 групата провежда експеримент за земетресение по желание на научното списание Quarcs & Co и Изследователски център Потсдам с помощта на 50 000 зрители.

## Албуми
| Издаден        | Заглавие          | Позиция в класациите | Позиция в класациите | Позиция в класациите | Продажби                           |
| Издаден        | Заглавие          | DE                   | AT                   | CH                   | Продажби                           |
| -------------- | ----------------- | -------------------- | -------------------- | -------------------- | ---------------------------------- |
| 04. Juli 2003  | Die Reklamation   | 2                    | 3                    | 38                   | 800.000 (4 x платинен)             |
| 01. April 2005 | Von hier an blind | 1                    | 1                    | 5                    | 500.000 (2 x платинен, 1 x златен) |
| 25. Mai 2007   | Soundso           | 2                    | 2                    | 11                   | 100.000 (1 x златен)               |

### Сингли
| Година | Заглавие                    | Позиция в класациите | Позиция в класациите | Позиция в класациите | Албум             |
| Година | Заглавие                    | DE                   | AT                   | CH                   | Албум             |
| ------ | --------------------------- | -------------------- | -------------------- | -------------------- | ----------------- |
| 2003   | Guten Tag                   | 53                   | —                    | —                    | Die Reklamation   |
| 2003   | Müssen nur wollen           | 57                   | —                    | —                    | Die Reklamation   |
| 2003   | Aurélie                     | 47                   | —                    | —                    | Die Reklamation   |
| 2004   | Denkmal                     | 26                   | 41                   | —                    | Die Reklamation   |
| 2005   | Gekommen um zu bleiben      | 24                   | 4                    | 39                   | Von hier an blind |
| 2005   | Nur ein Wort                | 28                   | 13                   | —                    | Von hier an blind |
| 2005   | Von hier an blind           | 42                   | 57                   | —                    | Von hier an blind |
| 2006   | Wenn es passiert            | 41                   | 34                   | —                    | Von hier an blind |
| 2007   | Endlich ein Grund zur Panik | 34                   | 32                   | —                    | Soundso           |
| 2007   | Soundso                     | 62                   | —                    | —                    | Soundso           |